# NS-Baureihe 2000 (Dampflokomotive)
Die Lokomotiven der Baureihe NS 2000 waren Schnellzugdampflokomotiven der staatlichen niederländischen Eisenbahngesellschaft Nederlandse Spoorwegen (NS), die von ihrem Vorgänger Maatschappij tot Exploitatie van Staatsspoorwegen (SS) stammten. Die Achsfolge war 2'B1' (Atlantic).
Da die schweren Postzüge zunehmend mit zwei Lokomotiven der Serie 300 fuhren, benötigte die SS Lokomotiven mit größerer Leistung als die Serie 800. Im Jahr 1900 wurden fünf von Beyer, Peacock and Company in Manchester gebaute Lokomotiven als Serie 995–999 in Dienst gestellt. Um den Achsdruck unter 15 Tonnen zu halten, erhielten die Lokomotiven einen Laufradsatz hinter den Treibachsen.
Die Lokomotiven hatten einen unruhigen Lauf, den die SS trotz vieler Bauartänderungen nicht verbessern konnte. Bei der 995 wurde das vordere Drehgestell zwanzig Zentimeter nach vorne verschoben.  
Nach dem Zusammenschluss von Betrieb und Fahrzeugbestand der HSM und der SS im Jahr 1921 erhielten die Lokomotiven die NS-Nummern 2001–2005. Die NS setzte die Bestrebungen der SS zur Verbesserung der Laufeigenschaften fort, ebenfalls ohne Erfolg. Die 2005 erhielt 1923 ein Drehgestell der NS-Baureihe 3700. Schließlich wurden die Lokomotiven nur noch im Güterzugdienst eingesetzt.
Zwischen 1930 und 1932 schieden die Lokomotiven aus dem Betriebsdienst aus. Die 2005 wurde nach der Außerdienststellung 1932 zum Widerstandwagen NS 169002 für den Einsatz in Messzügen umgebaut. Anfänglich sollte auch die 2001 in einen Widerstandswagen umgebaut werden, wozu es aber wegen der hohen Kosten nicht kam. Der 169002 wurde bis in die frühen 1950er-Jahre eingesetzt und 1955 in Nuenen verschrottet.
| Fabriknummer | In Dienst | SS-Nummer | NS-Nummer | Außer Dienst | Anmerkungen                                                |
| ------------ | --------- | --------- | --------- | ------------ | ---------------------------------------------------------- |
| 4092         | 1900      | 995       | 2001      | 1932         |                                                            |
| 4093         | 1900      | 996       | 2002      | 1930         |                                                            |
| 4094         | 1900      | 997       | 2003      | 1931         |                                                            |
| 4095         | 1900      | 998       | 2004      | 1930         |                                                            |
| 4096         | 1900      | 999       | 2005      | 1932         | umgebaut in den Widerstandswagen 169002, 1955 verschrottet |